# Sutera campanulata
Sutera campanulata är en flenörtsväxtart som först beskrevs av George Bentham, och fick sitt nu gällande namn av O. Kuntze. Sutera campanulata ingår i släktet snöflingor, och familjen flenörtsväxter. Inga underarter finns listade i Catalogue of Life.